# Krapinski pračovjek
Krapinski pračovjek jest popularni naziv za praljude iz vrste neandertalaca čiji su fosilni ostatci pronađeni u špilji na Hušnjakovu brijegu pored Krapine. Zbirka je prikupljena pri iskapanjima koja je vodio Dragutin Gorjanović-Kramberger 1899. – 1905. Jedna je od najvećih zbirki neandertalaca uopće, pa služi za proučavanje biološke varijabilnosti populacije praljudi. Sadrži gotovo 900 kostiju sedamdesetak pojedinaca, životne dobi između 3 i 27 godina. Nađeni su gotovo svi dijelovi kostura, ali znatno razlomljenih kostiju. Nema sustavno pokopanih pojedinaca, cjelovito sačuvanih lubanja, ni čitavih dugih kostiju. To, kao i tragovi struganja i rezanja na pojedinim kostima, navelo je rane istraživače na pretpostavku da je krapinski pračovjek bio ljudožder. Novija su istraživanja pokazala da takva oštećenja mogu nastati i kao posljedica prirodnih procesa u tijeku fosilizacije, no pitanje kanibalizma i danas je predmet znanstvenih rasprava. Uz ostatke krapinskoga pračovjeka pronađeno je mnoštvo kostiju izumrlih vrsta životinja, špiljskog medvjeda, pragoveda, mamuta, vuka, Merckovog nosoroga, svisca i drugih, te oko 300 uradaka od kalanoga kamena poput batića, strugala, šiljaka, grebala, noževa, pila i svrdala koji pripadaju arheološkom razdoblju srednjega paleolitika, odnosno moustérienskoj tehnologiji. Nađeni su i tragovi ognjišta i opaljene kosti, što znači da se krapinski pračovjek već služio vatrom. Starost krapinskih nalaza procjenjuje se na približno 130.000 godina.
Velik dio ostataka s Hušnjakova nalazi se u Muzeju krapinskih neandertalaca, pored nalazišta u Krapini.  

## Istraživanja
Istraživanja paleolitičkih nalazišta u Hrvatskoj, kao i priča o krapinskim praljudima, započinju 23. kolovoza 1899. godine kada je Dragutin Gorjanović-Kramberger na poziv fra. Dominika Antolkovića posjetio nalazište na Hušnjakovu brijegu u Krapini kako bi proučio ostatke kostiju i zubi koji su tamo pronađeni tijekom iskapanja pijeska. 
Otkrivene su četiri zone odjeljene prema faunističkim nalazima:
1. Castor fiber (europski dabar)
2. Homo sapiens (čovjek)
3. Rhinocerus merckii (nosorog)
4. Ursus spelaeus (špiljski medvjed)

Starost krapinskog pračovjeka procjenjuje se na 130.000 godina. Tokom iskapanja 1905. godine izuzeto je više od 5000 nalaza, od čega su 874 ostatka ljudskog porijekla, a ostali kosti životinja i artefakti. Artefakti su pripadali musterijanskoj kulturi. Također su pronađeni i ostaci ognjišta, po čemu se može zaključiti da je krapinski pračovjek poznavao vatru.

## Odlike
Detaljnom analizom i usporedbom ostataka pračovjeka pronađenih u špilji dokazano je kako su špilju istovremeno nastanjivale dvije rase. Obje rase pripadale su istoj vrsti neandertalaca, ali su se razlikovale po građi tijela i fizonomiji lica. Kramberger ih je podijelio na višu i nižu rasu. Viši tip je imao odozgo plosnatu glavu, dugačku lubanju, produljeno lice i udove, niži je bio robustnije građe, kraćih udova, zdepastog tijela, oble lubanje i širokog lica. Najočuvanija lubanja je lubanja C koja se nalazi u mnogim svjetskim udžbenicima. Dragutin Gorjanović-Kramberger prvi je paleontolog i paleoantropolog koji je upotrijebio rendgen za proučavanje fosilnih ostataka kostiju.
Rekonstrukcija izgleda neandertalaca je za potrebe javnog izlaganja načinjena prema predrasudama koje su u ono vrijeme vladale o praljudima – prikazivalo ih se kao priglupa i defektna bića. Neandertalci su, međutim, bili na visokom stupnju razvoja, sposobni izrađivati sofisticirana oruđa, brinuli su za bolesne, pokapali svoje mrtve, imali su neku vrstu jezika, a postoje i naznake religioznosti.
Za krapinskog pračovjeka, iako je pripadao vrsti neandertalaca, ne može se tvrditi da je imao istu kulturu kao pripadnici te vrste u drugim dijelovima svijeta. S obzirom na brojne kosti pračovjeka koje su pronađene razbacane po špilji zajedno s kostima životinja pretpostavlja se da nisu sahranjivali pokojnike i poznavali sakralno. Moguće je da su bili jednostavna bića koja su smrt bližnjeg poistovjećivala sa smrću bilo koje životinje. Bavili su se lovom i sakupljanjem šumskih plodova. Neki podupiru teoriju da su bili kanibali, no glavni argument protivnika te teorije je visok stupanj ljudskih odnosa postignut u zajednici te skrb za pripadnike zajednice. 
Znanstvenici i dalje polemiziraju o načinu na koji je krapinski pračovjek nestao. 